# 圍著時鐘搖吧
圍著時鐘搖吧（Rock Around the Clock ）是一首12小节蓝调摇滚歌曲，由Max C. Freedman和James E. Myers於1952年創作。Bill Haley & His Comets乐队在1954年为美国迪卡唱片录制了這首歌曲。此後這首歌在两个月内成为美國单曲冠军，并在英国的排行榜上表现優異。20世纪60年代和70年代，该唱片又重新殺入英國單曲排行榜。

## 其他版本
許冠傑在1979年錄製了一首名叫《加價熱潮》的歌曲，改編自這首歌曲。其中一句“塊面黃梗無力，早知當初入埋英國籍”也變成了“求助哪吒，我願能生對翼，即刻飛上月球再揾過食”。
2012年，袁偉豪在電視廣播有限公司節目《玩轉三周1/2》第13集裏面也改編了這首歌，命名爲《加價熱潮2012》。趙碩之、鮑起靜、鍾一憲、胡渭康、譚偉權、張武孝、Ming仔和李偉祥也有一首同樣改編自這首歌的同名歌曲《加價熱潮2012》。